# Ami'ad
Ami'ad (עַמִּיעַד) est un kibboutz créé en 1946.

## Histoire
Il est créé par 28 personnes en 1946 du village de Ben-Shemen et du Kibboutz Houlda et membre du groupe Hanoar Haoved. Il se situe à 2 kilomètres du village de Ami'ad. Les récoltes sont essentiellement de l'avocat, des olives et des bananes.